# Bill Evans at Town Hall
Bill Evans at Town Hall è un album dal vivo del musicista statunitense Bill Evans, pubblicato nel 1966 a nome The Bill Evans Trio.

## Tracce
Side 1
1. I Should Care (Sammy Cahn, Axel Stordahl, Paul Weston) – 5:30
2. Spring Is Here (Richard Rodgers, Lorenz Hart) – 5:00
3. Who Can I Turn To (Leslie Bricusse, Anthony Newley) – 6:17

Side 2
1. Make Someone Happy (Betty Comden, Adolph Green, Jule Styne) – 4:45
2. Solo - In Memory of His Father Harry L. (Prologue/Improvisation on Two Themes/Story Line/Turn Out the Stars/Epilogue) (Evans) – 13:40

## Formazione
- Bill Evans – piano
- Chuck Israels – basso
- Arnold Wise – batteria